# Борисенко, Николай Иванович
Николай Иванович Борисе́нко (25 июля 1949, Таганрог — ноябрь 2012, Москва) — депутат ГД РФ II созыва (1995). Первый секретарь Таганрогского горкома КПСС (1991)

## Биография
Родился 25 июля 1949 года в Таганроге. 
После окончания таганрогской средней школы № 15 в 1966 году поступил в Таганрогский радиотехнический институт. 
В 1967 году перевёлся на вечернее отделение и начал работать на таганрогском заводе «Виброприбор». Работал лаборантом, техником СКБ завода. 
В 1973 году окончил институт и был призван в армию. 
После демобилизации в 1975 году вернулся в Таганрог, где продолжил работу на заводе «Виброприбор». 
В 1987 году избран секретарём парткома завода. 
С 1990 по 1991 год занимал должность второго секретаря горкома КПСС Таганрога. 
В июле 1991 года стал первым секретарём горкома КПСС Таганрога.
Был избран председателем Союза коммунистов Таганрога — первой в Ростовской области коммунистической организации, образованной после запрета КПСС. 
В 1993 году был избран секретарем Таганрогского горкома КПРФ. Был делегатом всех съездов КПРФ. Член контрольно-ревизионной комиссии при ЦК КПРФ.
Весной 1994 года был избран в городскую Думу Таганрога.
В 1995 году был избран депутатом Государственной Думы РФ II созыва от КПРФ.
Женат. Имеет троих детей.